# Comuna Iablonița, Putila
Iablonița (în ucraineană Яблуниця, transliterat: Iablunîțea) este o comună în raionul Putila, regiunea Cernăuți, Ucraina, formată din satele Holoșina, Iablonița (reședința) și Plai.

## Demografie
Componența lingvistică a comunei Iablonița
     Ucraineană (99,82%)
     Alte limbi (0,18%)
Conform recensământului din 2001, majoritatea populației comunei Iablonița era vorbitoare de ucraineană (99,82%), existând în minoritate și vorbitori de alte limbi.